# 2495 Noviomagum
2495 Noviomagum eller 7071 P-L är en asteroid i huvudbältet som upptäcktes den 17 oktober 1960 av den nederländsk-amerikanske astronomen Tom Gehrels och det nederländska astronomparet Ingrid van Houten-Groeneveld och Cornelis Johannes van Houten vid Palomarobservatoriet. Den är uppkallad efter staden Nijmegen.
Asteroiden har en diameter på ungefär 1 kilometer och den tillhör asteroidgruppen Hungaria.